# 天鸽座σ
天鸽座σ，又名CD-31 2848，HD 40248、SAO 196330、HR 2092，是天鸽座的一颗恒星，视星等为5.5，位于銀經237.03，銀緯-24.73，其B1900.0坐标为赤經5h 52m 35.1s，赤緯-31° -24.73′ 46″。